# Osiris
| Q1 · D4 | A40 |

| Q1 · D4 | A40 |

Osiris (egyptisk Aser eller Wsir) er en af de mest kendte guder fra det gamle Egypten. Han er bror til Seth, Nephthys og sin kone Isis, og er far til Horus. Han er søn af Nut og Geb.
Han kan spores så langt tilbage som 2400 f.v.t. hvor hans navn bl.a. forekommer i pyramideteksterne.
Han fremstiles oftest som en grøn gud i mumiesvøb, med den hvide krone (atef-kronen) på hovedet. På hagen bar han det symbolske gudeskæg, som kunne være en efterligning af et gedebukkeskæg. Hans trone har form af en hieroglyf der betyder sandhed, eller verdensorden.
Han er en sammensat gud som, ligesom andre frugtbarheds- og vegetationsguder, står for død og genopstandelse. Han blev sat i forbindelse med kornets vækst og regeneration, og der er muligvis i forbindelse med kornkulten blevet bagt en form for kagemand, symboliserende Osiris. Som underverdenens hersker var han med til at dømme de døde ved hjertevejningen.
Ifølge Osiris-myten som den er nedskrevet af Plutark, blev han dræbt og sønderlemmet af sin bror Set. Isis tager ud for at finde alle delene af ham, men kan kun finde tretten. Den sidste del, hans lem, er blevet slugt af en fisk, så den må hun magisk fremstille, så han kan genopstå. I den egyptiske version af myten er hans lem dog begravet i Memphis.
Osiris’ vigtigste kultcentre var Abydos og Busiris.